# Västindien

Västindien

Västindien eller Karibien avser vanligen den kedja av öar som ligger öster om det centralamerikanska fastlandet och som utgör en skiljelinje mellan Atlanten och Karibiska havet. Den delas in i Antillerna (Små Antillerna och Stora Antillerna), Bahamas samt Turks- och Caicosöarna.
Ordet "Karibien" hänför sig till en etnisk grupp som heter carib och deras språk. Idag kallas de också kalinago och t.ex. i Dominica bor det 3000 kalinago-personer.

## Historia
Det fanns många inhemska kulturer på dessa öar, och det finns spår från några av dem från mitten av 6:e årtusendet f.Kr. 
I slutet av sextonhundratalet började franska, engelska och nederländska köpmän och privatpersoner sin verksamhet i Karibiska havet och attackerade spansk och portugisisk sjöfart och deras kustområden. De tog ofta sin tillflykt och byggde om sina fartyg i de områden som spanjorerna inte kunde erövra, inklusive öarna i Mindre Antillerna, Sydamerikas norra kust inklusive Orinocos mynning, och Centralamerikas Atlantkust. På Mindre Antillerna lyckades de etablera sig efter koloniseringen av St Kitts 1624 och Barbados 1626, och när sockerrevolutionen tog fart i mitten av sjuttonhundratalet, tog de in tusentals afrikaner för att arbeta på fälten och i kvarnar som slavarbetare. Införandet av dessa afrikaner medförde en demografisk revolution genom att de ersatta eller anslöt sig till antingen de inhemska kariberna eller de europeiska nybyggarna som var där som indenturerade tjänare. 
År 1492 blev Christopher Columbus den första européen som registrerade sin ankomst till öarna, när han enligt historiker tros ha stigit iland på Bahamas. Efter Christopher Columbus första resa till Amerika började européerna använda termen Västindien för att skilja denna region från både den ursprungliga "Indien" (dvs. Indien) och Östindien i Syd- och Sydostasien. [5] [6] [7] 

### Sjöröveri
Under 1600- och 1700-talen bedrev kolonialmakterna (främst Storbritannien och Spanien) mycket handel i Västindien, som också var en viktig del av triangelhandeln. Kontrollen på haven och handelslederna var ännu inte lika hård som kring Europa, varför det under den tiden förekom mycket sjöröveri däŕ. Västindien har till och med blivit känt för allt sjöröveri och de båda förknippas ofta med varandra. Många sjörövare har blivit kända (och ökända) för eftervärlden av olika anledningar.
Några av dem är:
- Edward Low
- Edward Teach "Svartskägg"
- Mary Read
- William Kidd

## Geografi och länder

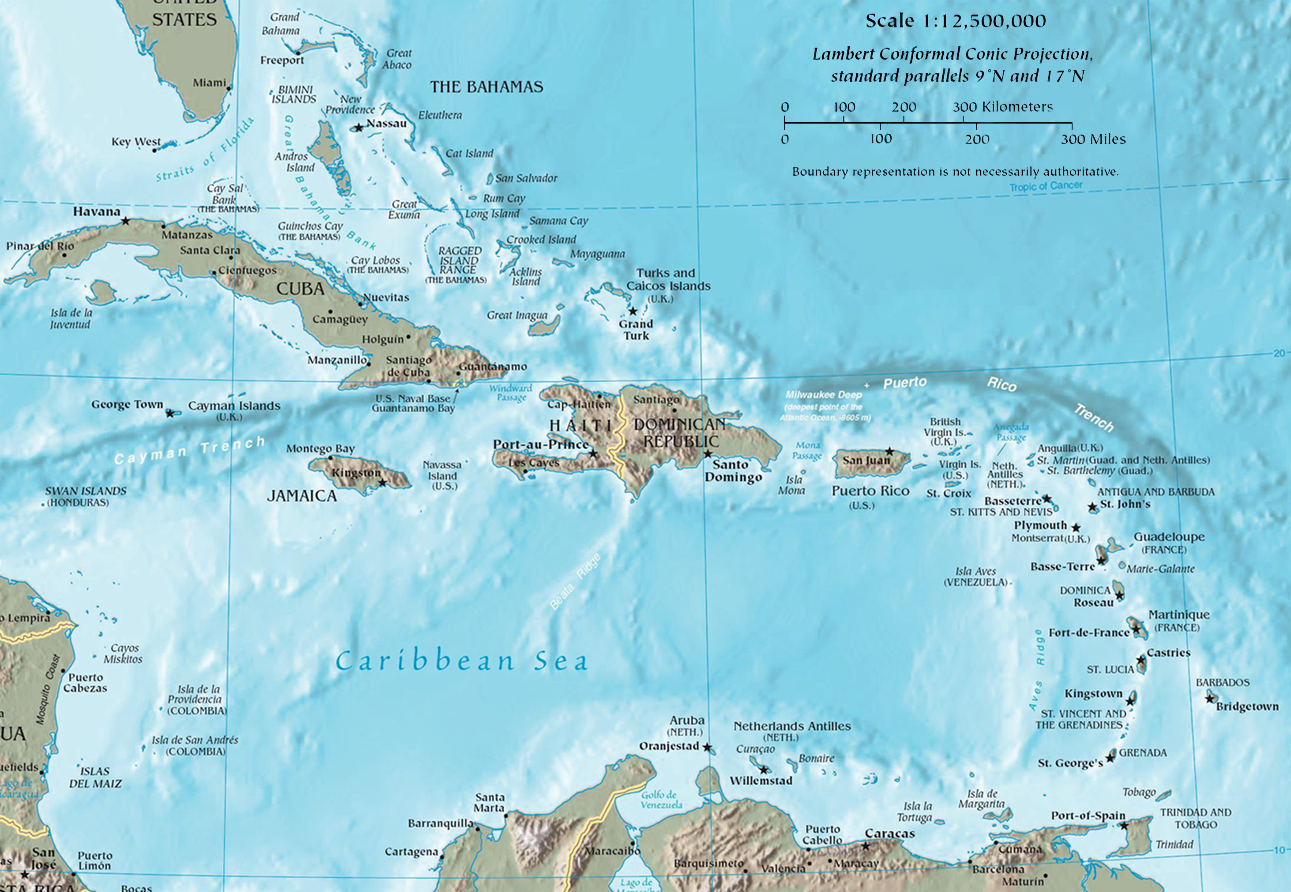
Västindien

### Självständiga stater
| Land                           | Yta (km2) | Befolkning | Huvudstad      | Officiella språk       |
| ------------------------------ | --------- | ---------- | -------------- | ---------------------- |
| Antigua och Barbuda            | 443       | 93 581     | St. John's     | engelska               |
| Bahamas                        | 10 010    | 327 316    | Nassau         | engelska               |
| Barbados                       | 430       | 291 495    | Bridgetown     | engelska               |
| Dominica                       | 751       | 73 757     | Roseau         | engelska               |
| Dominikanska republiken        | 48 320    | 10 606 865 | Santo Domingo  | spanska                |
| Grenada                        | 344       | 111 219    | St. George's   | engelska               |
| Haiti                          | 27 560    | 10 485 800 | Port-au-Prince | franska, haitisk kreol |
| Jamaica                        | 10 831    | 2 970 340  | Kingston       | engelska               |
| Kuba                           | 109 820   | 11 179 995 | Havanna        | spanska                |
| Saint Kitts och Nevis          | 261       | 52 329     | Basseterre     | engelska               |
| Saint Lucia                    | 606       | 164 464    | Castries       | engelska               |
| Saint Vincent och Grenadinerna | 389       | 102 350    | Kingstown      | engelska               |
| Trinidad och Tobago            | 5 128     | 1 220 479  | Port of Spain  | engelska               |

Siffror från World Atlas.

### Särskilda områden
| Område                   | Tillhör        |
| ------------------------ | -------------- |
| Amerikanska Jungfruöarna | USA            |
| Anguilla                 | Storbritannien |
| Aruba                    | Nederländerna  |
| Bonaire                  | Nederländerna  |
| Brittiska Jungfruöarna   | Storbritannien |
| Caymanöarna              | Storbritannien |
| Curaçao                  | Nederländerna  |
| Guadeloupe               | Frankrike      |
| Martinique               | Frankrike      |
| Montserrat               | Storbritannien |
| Puerto Rico              | USA            |
| Saba                     | Nederländerna  |
| Saint-Barthélemy         | Frankrike      |
| Saint-Martin             | Frankrike      |
| Sint Eustatius           | Nederländerna  |
| Sint Maarten             | Nederländerna  |
| Turks- och Caicosöarna   | Storbritannien |

## Turism
Nu för tiden är turismen en av de största näringarna i hela Västindien och den främsta orsaken till att européer besöker området. Hos många av de mindre öländerna härleds över 20% av BNP:n till turismen. Hos till exempel Antigua och Barbuda, Anguilla och Saint Lucia härleds över 50% av BNP:n till turism.

## Demografi
En stor del av dagens befolkning är ättlingar till de afrikanska slavar som togs till övärlden som arbetare åt de europeiska kolonisationsmakterna. Det finns föga spår efter ursprungsbefolkningen, då de var de första som fick sätta livet till under spanjorernas första kolonisationstid. En annan tämligen betydande del av befolkningen utgörs även av kolonisatörernas ättlingar.
Kulturen i Karibien bygger på gemensamma erfarenheter från slaveri och plantager. Områdets kultur är därför relativt enhetlig mellan olika länderna och man kan prata om gemensam karibisk kultur.. 
Karibiska gemenskapen (CARICOM) är transnationell organisation som har 15 medlemsstater och fem associerade medlemmar. Dess syfte är att fördjupa samarbete mellan sina medlemmar och jobba för att bli av med fattigdomen i området.